# Dragon Moon Press

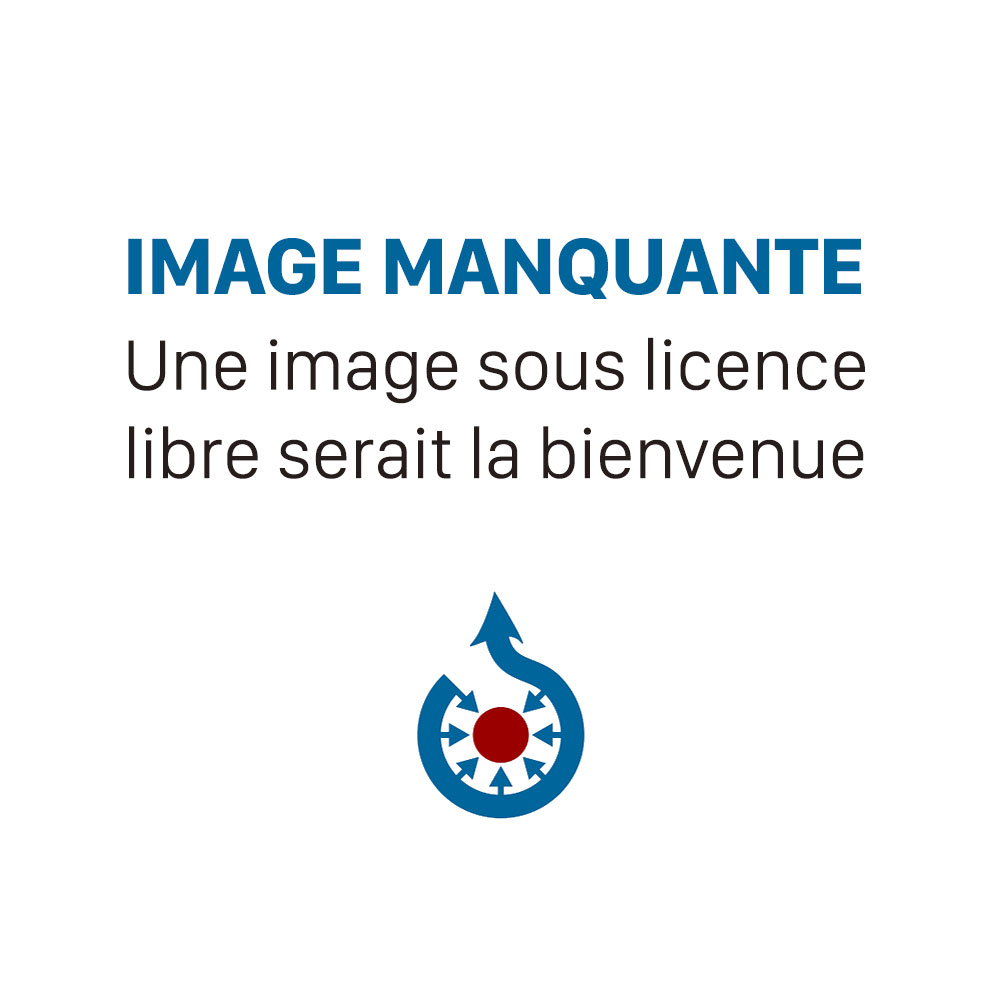

Dragon Moon Press est une maison d'édition indépendante canadienne, spécialisée dans les registres littéraires de la science-fiction, le fantastique, la Dark fantasy, et les romans. Elle a été fondée en 1993 par Gwen Gades, et a publié son premier livre en 1998.
La société a publié des travaux, entre autres, de Scott Sigler, Tee Morris, Philippa Ballantine et Jana Oliver.

## Récompenses et reconnaissances
Romans Dragon Moon Press a été finaliste pour les prix littéraires, dont le Prix Sir Julius Vogel, le Prix Bram Stoker et le Prix ForeWord de l'année. En 2006, le livre Sojourn de Jana Oliver est devenu le premier livre de fantastique / science-fiction à gagner Prix de ForeWord de Choice Award de l'Année Editor.
En 2009, la maison d'édition a remporté le Prix ForeWord de l'Or de l'année (Scimitar Moon par Chris A. Jackson) et de bronze (Nina Kimberly l'Impitoyable par Christiana Ellis) pour la science-fiction / Fantastique .

### Sources
- (en) Cet article est partiellement ou en totalité issu de l’article de Wikipédia en anglais intitulé « Dragon Moon Press » (voir la liste des auteurs).